# Jérôme Leroy
Jérôme Leroy (ur. 4 listopada 1974 w Béthune) –  były francuski piłkarz grający na pozycji ofensywnego pomocnika.

## Kariera klubowa
Leroy jest wychowankiem Paris Saint-Germain. Do 1995 roku występował w amatorskich, czwartoligowych rezerwach tego klubu, ale początkowo nie mógł przebić się do pierwszego składu i w latem został wypożyczony na rok do drugoligowego Stade Laval. Tam występował w pierwszym składzie i już latem 1996 wrócił do PSG. W drużynie prowadzonej przez parę Ricardo Gomes - Joël Bats zadebiutował 10 sierpnia w wygranym 1:0 wyjazdowym spotkaniu Ligue 1 z RC Strasbourg. W sezonie 1996/1997 dotarł z PSG do finału Pucharu Zdobywców Pucharów, jednak francuski klub przegrał 0:1 z FC Barcelona (Leroy wystąpił przez pełne 90 minut). W paryskim zespole Jérôme grał do końca 1999 roku, ale pełnił w nim głównie rolę rezerwowego.
Na początku 2000 roku Leroy odszedł do Olympique Marsylia. 12 stycznia zadebiutował w barwach nowego klubu w Ligue 1 w zremisowanym 0:0 spotkaniu z SC Bastia. W Olymique grał do końca rundy jesiennej sezonu 2001/2002, ale nie osiągnął większych sukcesów w tym klubie. Na wiosnę wrócił do PSG, do którego ściągnął go trener tego zespołu Luis Fernandez. W maju 2003 dotarł do finału Pucharu Francji, który wygrała drużyna AJ Auxerre, dzięki zwycięstwu 2:1. Latem po raz drugi odszedł z paryskiego klubu.
Kolejnym klubem w karierze Leroya był En Avant Guingamp. Debiut Jérôme'a w tym klubie nastąpił 13 września przeciwko Bastii (2:4). Na koniec sezonu Guingamp spadło jednak z ligi, a sam zawodnik odszedł do RC Lens. Tam także był podstawowym zawodnikiem i wystąpił już w pierwszej kolejce ligowej sezonu 2004/2005 w meczu z Toulouse FC (0:0). Latem 2005 poprzez Puchar Intertoto awansował z Lens do Pucharu UEFA. W styczniu 2006 za 500 tysięcy euro został sprzedany do izraelskiego Beitaru Jerozolima, który prowadził Fernandez. W Beitarze występował do czerwca tamtego roku.
Następnie Leroy wrócił do Francji i podpisał kontrakt z FC Sochaux-Montbéliard, a swój pierwszy mecz dla tego klubu zaliczył 5 sierpnia przeciwko AS Saint-Étienne (2:1). W 2007 roku wygrał z Sochaux Puchar Francji, a po tym sukcesie po raz kolejny zmienił barwy klubowe, tym razem odchodząc do Stade Rennais FC. Zadebiutował w nim 4 sierpnia 2007 w przegranym 0:2 domowym spotkaniu z AS Nancy.
| Sezon   | Klub                     | Kraj    | Rozgrywki   | Mecze | Bramki | Rozgrywki Europy   | Mecze | Bramki |
| ------- | ------------------------ | ------- | ----------- | ----- | ------ | ------------------ | ----- | ------ |
| 1994/95 | Paris Saint-Germain B    | Francja | CFA         | ?     | ?      | -                  | -     | -      |
| 1995/96 | Stade Laval              | Francja | Ligue 2     | 39    | 4      | -                  | -     | -      |
| 1996/97 | Paris Saint-Germain      | Francja | Ligue 1     | 21    | 0      | Liga Europy UEFA   | 10    | 1      |
| 1997/98 | Paris Saint-Germain      | Francja | Ligue 1     | 24    | 1      | Liga Mistrzów UEFA | 7     | 1      |
| 1998/99 | Paris Saint-Germain      | Francja | Ligue 1     | 21    | 1      | Liga Europy UEFA   | 1     | 0      |
| 1999/00 | Paris Saint-Germain      | Francja | Ligue 1     | 7     | 0      | -                  | -     | -      |
| 1999/00 | Olympique Marsylia       | Francja | Ligue 1     | 11    | 2      | Liga Mistrzów UEFA | 4     | 1      |
| 2000/01 | Olympique Marsylia       | Francja | Ligue 1     | 29    | 4      | -                  | -     | -      |
| 2001/02 | Olympique Marsylia       | Francja | Ligue 1     | 7     | 1      | -                  | -     | -      |
| 2001/02 | Paris Saint-Germain      | Francja | Ligue 1     | 11    | 2      | -                  | -     | -      |
| 2002/03 | Paris Saint-Germain      | Francja | Ligue 1     | 33    | 5      | Liga Europy UEFA   | 4     | 0      |
| 2003/04 | Paris Saint-Germain      | Francja | Ligue 1     | 4     | 1      | -                  | -     | -      |
| 2003/04 | En Avant Guingamp        | Francja | Ligue 1     | 28    | 5      | -                  | -     | -      |
| 2004/05 | RC Lens                  | Francja | Ligue 1     | 31    | 3      | -                  | -     | -      |
| 2005/06 | RC Lens                  | Francja | Ligue 1     | 15    | 0      | Liga Europy UEFA   | 8     | 0      |
| 2005/06 | Beitar Jerozolima        | Izrael  | Ligat ha’Al | 15    | 2      | -                  | -     | -      |
| 2006/07 | FC Sochaux-Montbéliard   | Francja | Ligue 1     | 30    | 3      | -                  | -     | -      |
| 2007/08 | Stade Rennais FC         | Francja | Ligue 1     | 31    | 6      | Liga Europy UEFA   | 5     | 1      |
| 2008/09 | Stade Rennais FC         | Francja | Ligue 1     | 30    | 0      | Liga Europy UEFA   | 6     | 2      |
| 2009/10 | Stade Rennais FC         | Francja | Ligue 1     | 32    | 5      | -                  | -     | -      |
| 2010/11 | Stade Rennais FC         | Francja | Ligue 1     | 34    | 2      | -                  | -     | -      |
| 2011/12 | Evian Thonon Gaillard FC | Francja | Ligue 1     | 19    | 4      | -                  | -     | -      |
| 2012/12 | Evian Thonon Gaillard FC | Francja | Ligue 1     | -     | -      | -                  | -     | -      |

Stan na: 4 czerwca 2012 r.